# Viktor Kovalenko
Viktor Viktorovyč Kovalenko (in ucraino Віктор Вікторович Коваленко?; Cherson, 14 febbraio 1996) è un calciatore ucraino, centrocampista svincolato.

## Caratteristiche tecniche
Di ruolo trequartista, può giocare anche da mezz'ala. Dinamico e aggressivo, è abile a inserirsi in fase offensiva. Grazie all'abilità nel movimento, risulta un giocatore pericoloso anche senza palla.

## Carriera

### Club

#### Shakhtar
Cresciuto nel settore giovanile dello Šachtar, con il quale ha raggiunto la finale della UEFA Youth League, viene promosso in prima squadra all'inizio del 2015, esordendo il 28 febbraio contro il Vorskla. Nella sua prima stagione da professionista totalizza quattro presenze tra campionato e coppa nazionale.
Durante il periodo passato in Ucraina, viene utilizzato molto spesso dall'allenatore nel ruolo di trequartista, arrivando a totalizzare più di 129 presenze e 23 gol in Prem"jer-liha. 
Con lo Šachtar si aggiudicò anche 4 campionati, 4 Coppe d'Ucraina e 2 Supercoppe d'Ucraina.

#### Atalanta e prestiti a Spezia ed Empoli
Il 1º febbraio 2021 viene acquistato dall'Atalanta. Esordisce con i bergamaschi il 21 marzo seguente nella sfida vinta contro il Verona, rilevando nel finale il connazionale Ruslan Malinovs'kyj.
L'8 agosto 2021 viene acquistato dallo Spezia a titolo temporaneo. Il 16 ottobre seguente trova la sua prima rete in Serie A, nella partita vinta per 2-1 in casa contro la Salernitana.
Il 2 agosto 2022 viene ceduto nuovamente allo Spezia in prestito annuale con obbligo di riscatto in caso di salvezza fissato a 2 milioni di euro.
Uscito sconfitto nello spareggio salvezza contro il Verona l'11 giugno 2023 torna, alla fine del prestito, all'Atalanta, che il 25 agosto seguente lo cede in prestito all'Empoli. Segna il suo primo gol con i toscani nella vittoria esterna contro il Napoli campione d'Italia per 0-1 il 12 novembre.
Il 31 agosto 2024, dopo aver trascorso l'estate ai margini della rosa dell'Atalanta (a cui era rientrato dopo il prestito all'Empoli), risolve consensualmente il contratto con il club bergamasco, che sarebbe altrimenti scaduto il 30 giugno 2025, rimanendo svincolato.

#### Ritorno all'Empoli
Rimane svincolato sino all'11 febbraio 2025, giorno in cui fa ritorno all'Empoli. Il 24 aprile ritrova il gol nella semifinale di ritorno di Coppa Italia, persa per 2-1 in casa del Bologna.

### Nazionale
Kovalenko ha esordito in tutte le selezioni giovanili dell'Ucraina, disputando l'Europeo Under-19 nel 2014 e il Mondiale Under-20 nel 2015, dove diventa capocannoniere della competizione con cinque gol segnati. Partecipa anche all'Europeo Under-19 nel 2015.
Nel settembre 2015 viene convocato per la prima volta in nazionale maggiore dal CT Mychajlo Fomenko, senza tuttavia esordire. L'esordio ufficiale avviene il 24 marzo 2016, in un'amichevole contro Cipro vinta per 1-0.
Viene convocato per gli Europei 2016 in Francia, dove gioca tutte e tre le partite della fase a gironi.

## Statistiche

### Presenze e reti nei club
Statistiche aggiornate al 24 maggio 2025.
| Stagione        | Squadra         | Campionato      | Campionato | Campionato | Coppe nazionali | Coppe nazionali | Coppe nazionali | Coppe continentali | Coppe continentali | Coppe continentali | Altre coppe | Altre coppe | Altre coppe | Totale | Totale |
| Stagione        | Squadra         | Comp            | Pres       | Reti       | Comp            | Pres            | Reti            | Comp               | Pres               | Reti               | Comp        | Pres        | Reti        | Pres   | Reti   |
| --------------- | --------------- | --------------- | ---------- | ---------- | --------------- | --------------- | --------------- | ------------------ | ------------------ | ------------------ | ----------- | ----------- | ----------- | ------ | ------ |
| 2014-2015       | Šachtar         | PL              | 2          | 0          | KU              | 2               | 0               | UCL                | 0                  | 0                  | -           | -           | -           | 4      | 0      |
| 2015-2016       | Šachtar         | PL              | 23         | 0          | KU              | 7               | 2               | UCL+UEL            | 7+8                | 0+2                | SU          | 1           | 0           | 46     | 4      |
| 2016-2017       | Šachtar         | PL              | 28         | 7          | KU              | 1               | 0               | UCL+UEL            | 0+8                | 0+3                | SU          | 1           | 0           | 38     | 10     |
| 2017-2018       | Šachtar         | PL              | 27         | 4          | KU              | 4               | 1               | UCL                | 5                  | 0                  | SU          | 1           | 0           | 37     | 5      |
| 2018-2019       | Šachtar         | PL              | 25         | 7          | KU              | 3               | 0               | UCL+UEL            | 6+2                | 0                  | SU          | 1           | 0           | 37     | 7      |
| 2019-2020       | Šachtar         | PL              | 17         | 1          | KU              | 1               | 0               | UCL+UEL            | 5+4                | 0+1                | SU          | 0           | 0           | 27     | 2      |
| 2020-gen. 2021  | Šachtar         | PL              | 8          | 4          | KU              | 0               | 0               | UCL                | 3                  | 0                  | SU          | 0           | 0           | 11     | 4      |
| Totale Šachtar  | Totale Šachtar  | Totale Šachtar  | 130        | 23         |                 | 18              | 3               |                    | 48                 | 6                  |             | 4           | 0           | 200    | 32     |
| gen.-giu. 2021  | Atalanta        | A               | 1          | 0          | CI              | 0               | 0               | UCL                | 0                  | 0                  | -           | -           | -           | 1      | 0      |
| 2021-2022       | Spezia          | A               | 26         | 1          | CI              | 1               | 0               | -                  | -                  | -                  | -           | -           | -           | 27     | 1      |
| 2022-2023       | Spezia          | A               | 18+1       | 0          | CI              | 1               | 0               | -                  | -                  | -                  | -           | -           | -           | 20     | 0      |
| Totale Spezia   | Totale Spezia   | Totale Spezia   | 45         | 1          |                 | 2               | 0               |                    | -                  | -                  |             | -           | -           | 47     | 1      |
| 2023-2024       | Empoli          | A               | 17         | 2          | CI              | -               | -               | -                  | -                  | -                  | -           | -           | -           | 17     | 2      |
| lug.-set. 2024  | Atalanta        | A               | 0          | 0          | CI              | 0               | 0               | UCL                | 0                  | 0                  | SU+SI       | 0           | 0           | 0      | 0      |
| Totale Atalanta | Totale Atalanta | Totale Atalanta | 1          | 0          |                 | 0               | 0               |                    | 0                  | 0                  |             | 0           | 0           | 1      | 0      |
| feb.-giu. 2025  | Empoli          | A               | 6          | 0          | CI              | 2               | 1               | -                  | -                  | -                  | -           | -           | -           | 8      | 1      |
| Totale Empoli   | Totale Empoli   | Totale Empoli   | 23         | 2          |                 | 2               | 1               |                    | -                  | -                  |             | -           | -           | 25     | 3      |
| Totale carriera | Totale carriera | Totale carriera | 199        | 26         |                 | 22              | 4               |                    | 48                 | 6                  |             | 4           | 0           | 273    | 36     |

### Cronologia delle presenze e reti in nazionale
| Cronologia completa delle presenze e delle reti in nazionale ― Ucraina | Cronologia completa delle presenze e delle reti in nazionale ― Ucraina | Cronologia completa delle presenze e delle reti in nazionale ― Ucraina | Cronologia completa delle presenze e delle reti in nazionale ― Ucraina | Cronologia completa delle presenze e delle reti in nazionale ― Ucraina | Cronologia completa delle presenze e delle reti in nazionale ― Ucraina | Cronologia completa delle presenze e delle reti in nazionale ― Ucraina | Cronologia completa delle presenze e delle reti in nazionale ― Ucraina |
| Data                                                                   | Città                                                                  | In casa                                                                | Risultato                                                              | Ospiti                                                                 | Competizione                                                           | Reti                                                                   | Note                                                                   |
| ---------------------------------------------------------------------- | ---------------------------------------------------------------------- | ---------------------------------------------------------------------- | ---------------------------------------------------------------------- | ---------------------------------------------------------------------- | ---------------------------------------------------------------------- | ---------------------------------------------------------------------- | ---------------------------------------------------------------------- |
| 24-3-2016                                                              | Odessa                                                                 | Ucraina                                                                | 1 – 0                                                                  | Cipro                                                                  | Amichevole                                                             | -                                                                      | 46’                                                                    |
| 28-3-2016                                                              | Kiev                                                                   | Ucraina                                                                | 1 – 0                                                                  | Galles                                                                 | Amichevole                                                             | -                                                                      |                                                                        |
| 3-6-2016                                                               | Bergamo                                                                | Albania                                                                | 1 – 3                                                                  | Ucraina                                                                | Amichevole                                                             | -                                                                      | 46’                                                                    |
| 12-6-2016                                                              | Villeneuve-d'Ascq                                                      | Germania                                                               | 2 – 0                                                                  | Ucraina                                                                | Euro 2016 - 1º turno                                                   | -                                                                      | 74’                                                                    |
| 16-6-2016                                                              | Décines-Charpieu                                                       | Ucraina                                                                | 0 – 2                                                                  | Irlanda del Nord                                                       | Euro 2016 - 1º turno                                                   | -                                                                      | 83’                                                                    |
| 21-6-2016                                                              | Marsiglia                                                              | Ucraina                                                                | 0 – 1                                                                  | Polonia                                                                | Euro 2016 - 1º turno                                                   | -                                                                      | 73’                                                                    |
| 5-9-2016                                                               | Kiev                                                                   | Ucraina                                                                | 1 – 1                                                                  | Islanda                                                                | Qual. Mondiali 2018                                                    | -                                                                      |                                                                        |
| 6-10-2016                                                              | Konya                                                                  | Turchia                                                                | 2 – 2                                                                  | Ucraina                                                                | Qual. Mondiali 2018                                                    | -                                                                      |                                                                        |
| 9-10-2016                                                              | Cracovia                                                               | Ucraina                                                                | 3 – 0                                                                  | Kosovo                                                                 | Qual. Mondiali 2018                                                    | -                                                                      |                                                                        |
| 12-11-2016                                                             | Odessa                                                                 | Ucraina                                                                | 1 – 0                                                                  | Finlandia                                                              | Qual. Mondiali 2018                                                    | -                                                                      | 89’                                                                    |
| 24-3-2017                                                              | Zagabria                                                               | Croazia                                                                | 1 – 0                                                                  | Ucraina                                                                | Qual. Mondiali 2018                                                    | -                                                                      | 85’                                                                    |
| 6-6-2017                                                               | Graz                                                                   | Ucraina                                                                | 0 – 1                                                                  | Malta                                                                  | Amichevole                                                             | -                                                                      | 46’                                                                    |
| 11-6-2017                                                              | Tampere                                                                | Finlandia                                                              | 1 – 2                                                                  | Ucraina                                                                | Qual. Mondiali 2018                                                    | -                                                                      | 58’ 76’                                                                |
| 2-9-2017                                                               | Charkiv                                                                | Ucraina                                                                | 2 – 0                                                                  | Turchia                                                                | Qual. Mondiali 2018                                                    | -                                                                      |                                                                        |
| 5-9-2017                                                               | Reykjavík                                                              | Islanda                                                                | 2 – 0                                                                  | Ucraina                                                                | Qual. Mondiali 2018                                                    | -                                                                      | 78’                                                                    |
| 9-10-2017                                                              | Kiev                                                                   | Ucraina                                                                | 0 – 2                                                                  | Croazia                                                                | Qual. Mondiali 2018                                                    | -                                                                      | 66’                                                                    |
| 31-5-2018                                                              | Ginevra                                                                | Marocco                                                                | 0 – 0                                                                  | Ucraina                                                                | Amichevole                                                             | -                                                                      | 46’                                                                    |
| 3-6-2018                                                               | Zurigo                                                                 | Albania                                                                | 1 – 4                                                                  | Ucraina                                                                | Amichevole                                                             | -                                                                      | 71’                                                                    |
| 16-11-2018                                                             | Trnava                                                                 | Slovacchia                                                             | 4 – 1                                                                  | Ucraina                                                                | UEFA Nations League 2018-2019 - 1º turno                               | -                                                                      | 62’                                                                    |
| 20-11-2018                                                             | Adalia                                                                 | Turchia                                                                | 0 – 0                                                                  | Ucraina                                                                | Amichevole                                                             | -                                                                      | 85’                                                                    |
| 7-6-2019                                                               | Leopoli                                                                | Ucraina                                                                | 5 – 0                                                                  | Serbia                                                                 | Qual. Euro 2020                                                        | -                                                                      | 76’                                                                    |
| 10-6-2019                                                              | Leopoli                                                                | Ucraina                                                                | 1 – 0                                                                  | Lussemburgo                                                            | Qual. Euro 2020                                                        | -                                                                      | 80’                                                                    |
| 10-9-2019                                                              | Dnipro                                                                 | Ucraina                                                                | 2 – 2                                                                  | Nigeria                                                                | Amichevole                                                             | -                                                                      | 67’                                                                    |
| 14-10-2019                                                             | Kiev                                                                   | Ucraina                                                                | 2 – 1                                                                  | Portogallo                                                             | Qual. Euro 2020                                                        | -                                                                      | 73’ 90+5’                                                              |
| 14-11-2019                                                             | Zaporižžja                                                             | Ucraina                                                                | 1 – 0                                                                  | Estonia                                                                | Amichevole                                                             | -                                                                      | 46’                                                                    |
| 17-11-2019                                                             | Belgrado                                                               | Serbia                                                                 | 2 – 2                                                                  | Ucraina                                                                | Qual. Euro 2020                                                        | -                                                                      | 77’                                                                    |
| 6-9-2020                                                               | Madrid                                                                 | Spagna                                                                 | 4 – 0                                                                  | Ucraina                                                                | UEFA Nations League 2020-2021 - 1º turno                               | -                                                                      | 79’                                                                    |
| 10-10-2020                                                             | Kiev                                                                   | Ucraina                                                                | 1 – 2                                                                  | Germania                                                               | UEFA Nations League 2020-2021 - 1º turno                               | -                                                                      | 76’                                                                    |
| 13-10-2020                                                             | Kiev                                                                   | Ucraina                                                                | 1 – 0                                                                  | Spagna                                                                 | UEFA Nations League 2020-2021 - 1º turno                               | -                                                                      | 60’                                                                    |
| 11-11-2020                                                             | Chorzów                                                                | Polonia                                                                | 2 – 0                                                                  | Ucraina                                                                | Amichevole                                                             | -                                                                      | 76’                                                                    |
| 24-3-2021                                                              | Saint-Denis                                                            | Francia                                                                | 1 – 1                                                                  | Ucraina                                                                | Qual. Mondiali 2022                                                    | -                                                                      | 79’                                                                    |
| 28-3-2021                                                              | Odessa                                                                 | Ucraina                                                                | 1 – 1                                                                  | Finlandia                                                              | Qual. Mondiali 2022                                                    | -                                                                      | 78’                                                                    |
| 11-11-2021                                                             | Odessa                                                                 | Ucraina                                                                | 1 – 1                                                                  | Bulgaria                                                               | Amichevole                                                             | -                                                                      | 46’                                                                    |
| Totale                                                                 |                                                                        | Presenze                                                               | 33                                                                     |                                                                        | Reti                                                                   | 0                                                                      |                                                                        |

| Cronologia completa delle presenze e delle reti in nazionale ― Ucraina under 20 | Cronologia completa delle presenze e delle reti in nazionale ― Ucraina under 20 | Cronologia completa delle presenze e delle reti in nazionale ― Ucraina under 20 | Cronologia completa delle presenze e delle reti in nazionale ― Ucraina under 20 | Cronologia completa delle presenze e delle reti in nazionale ― Ucraina under 20 | Cronologia completa delle presenze e delle reti in nazionale ― Ucraina under 20 | Cronologia completa delle presenze e delle reti in nazionale ― Ucraina under 20 | Cronologia completa delle presenze e delle reti in nazionale ― Ucraina under 20 |
| Data                                                                            | Città                                                                           | In casa                                                                         | Risultato                                                                       | Ospiti                                                                          | Competizione                                                                    | Reti                                                                            | Note                                                                            |
| ------------------------------------------------------------------------------- | ------------------------------------------------------------------------------- | ------------------------------------------------------------------------------- | ------------------------------------------------------------------------------- | ------------------------------------------------------------------------------- | ------------------------------------------------------------------------------- | ------------------------------------------------------------------------------- | ------------------------------------------------------------------------------- |
| 24-5-2015                                                                       | Auckland                                                                        | Ucraina under 20                                                                | 1 – 2                                                                           | Uruguay under 20                                                                | Amichevole                                                                      | -                                                                               | 55’                                                                             |
| 30-5-2015                                                                       | Auckland                                                                        | Nuova Zelanda under 20                                                          | 0 – 0                                                                           | Ucraina under 20                                                                | Mondiali Under-20 2015 - 1º turno                                               | -                                                                               |                                                                                 |
| 2-6-2015                                                                        | Whangārei                                                                       | Birmania under 20                                                               | 0 – 6                                                                           | Ucraina under 20                                                                | Mondiali Under-20 2015 - 1º turno                                               | 2                                                                               |                                                                                 |
| 5-6-2015                                                                        | Auckland                                                                        | Ucraina under 20                                                                | 3 – 0                                                                           | Stati Uniti under 20                                                            | Mondiali Under-20 2015 - 1º turno                                               | 3                                                                               | 87’                                                                             |
| 10-6-2015                                                                       | Auckland                                                                        | Ucraina under 20                                                                | 1 – 1 dts (1 – 3 dtr)                                                           | Senegal under 20                                                                | Mondiali Under-20 2015 - Ottavi di finale                                       | -                                                                               | 118’                                                                            |
| Totale                                                                          |                                                                                 | Presenze                                                                        | 5                                                                               |                                                                                 | Reti                                                                            | 5                                                                               |                                                                                 |

## Palmarès

### Club

#### Competizioni nazionali
- Supercoppa d'Ucraina: 2

Shakhtar: 2015, 2017
- Coppa d'Ucraina: 4

Shakhtar: 2015-2016, 2016-2017, 2017-2018, 2018-2019
- Campionato ucraino: 4

Shakhtar: 2016-2017, 2017-2018, 2018-2019, 2019-2020

### Individuale
- Scarpa d'oro del campionato del mondo Under-20: 1

Nuova Zelanda 2015 (5 gol, a pari merito con Bence Mervó)
- Miglior giovane della Prem"jer-liha: 1

2015-2016